# Хотел Југославија
Хотел Југославија је био један од најстаријих луксузних хотела у Београду. Налазио се у градској општини Земун. Отворен је 31. јула 1969. године као један од и најлуксузнијих хотела у бившој Југославији и међу пет највећих и најлепших хотела у Европи. Затворен је за посетиоце 2006. У марту 2024. најављено да ће постати део Marriott International, као и реконструкција која ће уследити како би хотел постао део бренда The Ritz-Carlton. Рушење хотела је почело 15. новембра 2024. и најављено је да ће трајати четири месеца.

## Историја
Архитектонски конкурс за овај објекат, односно за државни репрезентативни хотел Београд, како је тада планирано да буде назван, расписан је 1947. Прву награду добио је Пројектни завод Хрватске, односно познати архитекти загребачке школе модерне Младен Каузларић, Лавослав Хорват и Казимир Остроговић. Њихов пројекат је предлагао бескомпромисно модернистички конципиран објекат, примерен идеји о Новом Београду као савременом граду. Локација за хотел на Дунавском кеју, поред железничке станице Земун, одређена је у Идејном плану Новог Београда архитекте Николе Добровића (1948).
На основу првонаграђеног решења и пројекта, изградња хотела започела је већ 1948. Тада је, у сарадњи грађевинских предузећа и омладинских радних бригада, изведено сложено фундирање на армиранобетонској плочи у коју је уграђено око 3.800 3 бетона, чије је бетонирање трајало узастопних 20 дана и завршена је читава армиранобетонска скелетна конструкција. Али, већ 1949. године, због економске кризе која је уследила после политичке кризе разлаза са Совјетским Савезом и земљама Варшавског пакта, обустављена је изградња Новог Београда, а са тим и изградња хотела. Радови су поново обновљени тек 1960, по измењеном пројекту, који је израдио један од аутора првонаграђеног решења на конкурсу, архитекта Лавослав Хорват. Хотел Југославија је потом грађен пуних шест година (1961—1967), а отворен је тек 1969, када су завршени ентеријери по пројектима водећих београдских архитеката: Ивана Антића, Мирка Јовановића, Владете Максимовића и Милорада Пантовића.
Када је изграђен, хотел Југославија био је највећи и најмодернији хотел у бившој Југославији, са седам спратова и пратећим зградама, 1.500 просторија, 1.100 лежаја у 200 једнокреветних, 400 двокреветних соба и 23 апартмана, рестораном са 600 места и мањим рестораном са 200 места и свим пратећим садржајима.
Хотел Југославија је поново почео са радом крајем 2013. Тада су у рад пуштене 104 собе на дунавској страни на трећем, четвртом и шестом спрату и тренутно је један од најповољнијих хотела у Београду у категорији хотела са три звездице. Такође поседује седам ресторана, фризерско козметички салон, продавнице, и око 100 канцеларија. У оквиру комплекса налази се и Гранд Казино Београд, велики паркинг, ауто-перионица, технички преглед и још много атрактивних садржаја.[
Марта 2024. хотел је продат и најављено да ће бити претворен у хотел Ritz-Carlton као и да ће поред бити изграђене две куле, стамбена и пословна, висине до 155 метара.

## Галерија
| - Западна фасада - Источна фасада - Источна фасада |